# Saulnières (Ille-et-Vilaine)
Saulnières is een plaats in Frankrijk, in Bretagne.

## Geografie
De onderstaande kaart toont de ligging van Saulnières (Ille-et-Vilaine) met de belangrijkste infrastructuur en aangrenzende gemeenten.

## Demografie
Onderstaande figuur toont het verloop van het inwonertal, bron: INSEE-tellingen. 

1. ↑  Populations de référence 2022.